# St. Peter und Paul (Tiefenstockheim)

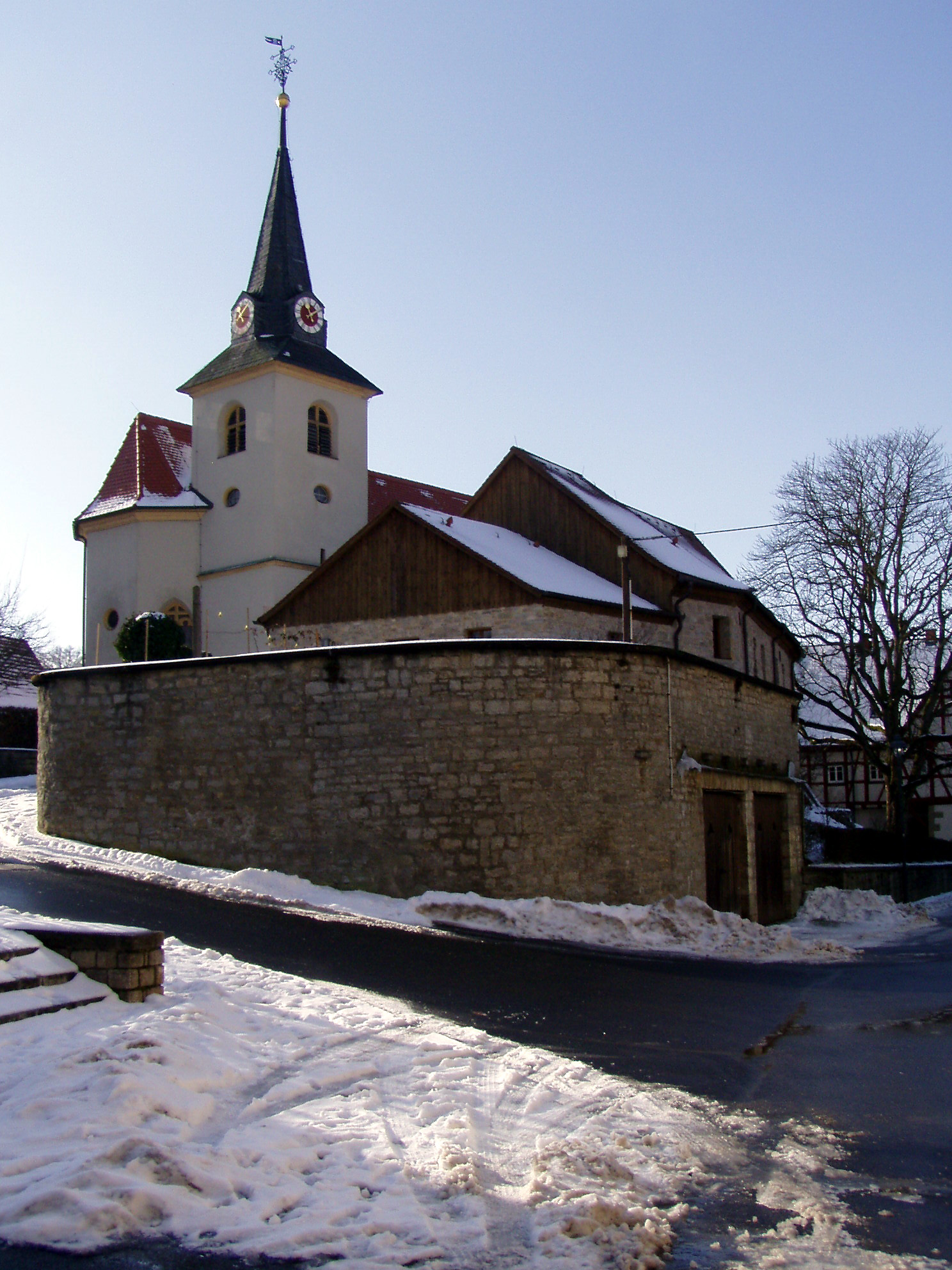
St. Peter und Paul (Tiefenstockheim)

Die römisch-katholische, denkmalgeschützte Pfarrkirche St. Peter und Paul steht südlich der Kirchenburg in Tiefenstockheim, einem Gemeindeteil des Marktes Seinsheim im Landkreis Kitzingen (Unterfranken, Bayern). Die Kirche ist unter der Denkmalnummer D-6-75-167-31 als Baudenkmal in der Bayerischen Denkmalliste eingetragen. Die Kirche gehört zum Seelsorgebereich Dreifrankenland im Steigerwald im Dekanat Ansbach des Erzbistums Bamberg.

## Beschreibung
Die Saalkirche wurde 1631–37 erbaut. Sie besteht aus einem Langhaus, das im 19. Jahrhundert nach Westen verlängert wurde, einem eingezogenen, dreiseitig geschlossenen Chor und einem Julius-Echter-Turm an dessen Nordwand, der mit einem achtseitigen, schiefergedeckten Knickhelm bedeckt ist, hinter dessen vier Dachgauben mit den Zifferblättern sich die Turmuhr befindet. Das oberste Geschoss beherbergt hinter den Klangarkaden den Glockenstuhl. Die Kirchenausstattung ist neugotisch bis auf die um 1700 gebaute Kanzel und eine Kreuzigungsgruppe aus dem 18. Jahrhundert.